# يهودا بركان
يهودا بركان (بالعبرية: יהודה בארקן‏) (29 مارس 1945 – 23 أكتوبر 2020)، هو ممثل ومنتج ومخرج أفلام وكاتب سيناريو إسرائيلي. إشتهر بظهوره في كلاسيكيات الكوميديا الإسرائيلية في السبعينيات من القرن العشرين، ولإنتاجه وإخراج أفلام الكاميرا الخفية «المزحة» في الثمانينيات.

## روابط خارجية
- يهودا بركان في قاعدة بيانات الأفلام على الإنترنت